# بال‌انگشتی جهول
بال‌انگشتی جهول (نام علمی: Jeholopterus) نام یک سرده از راسته خزندگان بال‌دار است.